# Koninklijke Utrechtsche Studenten Vereeniging tot Vrijwillige Oefening in den Wapenhandel

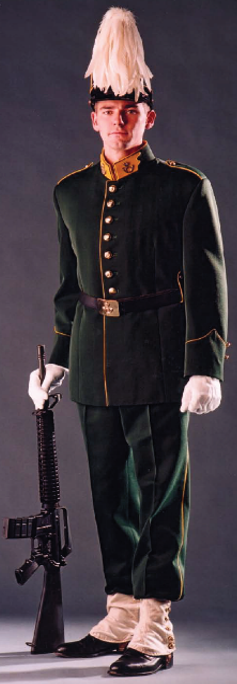
Het Ceremoniële Tenue van de Koninklijke Utrechtsche Studenten Vereeniging tot Vrijwillige Oefening in den Wapenhandel.

De Koninklijke Utrechtsche Studenten Vereeniging tot vrijwillige Oefening in den Wapenhandel ("kortweg" K.U.S.V.t.v.O.i.d.W.) is een Nederlandse studentenweerbaarheid die onderdeel uitmaakt van het Utrechtsch Studenten Corps. Het is de oudste studentenweerbaarheid van Nederland. Het moederregiment is het Garderegiment Grenadiers en Jagers (stamregiment Jagers). 

## Geschiedenis
Reeds in 1747 leverden de Vrijwillige Jagers der Utrechtsche Hogeschool hun eerste bijdrage bij de inhuldiging te Utrecht van Willem V van Oranje als Stadhouder der Nederlandsche Gewesten. De eerste bijdragen van de studenten aan de verdediging aan het vaderland vindt echter zijn oorsprong in het begin van de 19e eeuw. Toen werd een compagnie van studenten aan de Franse grens gelegerd om de pas verworven Nederlandse onafhankelijkheid te verdedigen tegen Napoleon. In 1830 meldden de Utrechtse studenten zich als eersten aan om deel te nemen aan de Tiendaagse Veldtocht tegen de Belgen, die streden voor afscheiding van Nederland. Enkele decennia later, in 1866, werd uiteindelijk de Utrechtse studentenweerbaarheid in haar huidige vorm opgericht. De weerbaarheid zou sindsdien geen rol meer spelen in de landsverdediging. De "Oefening in den Wapenhandel" verschoof naar het houden van schietinstructies en schietwedstrijden, zowel tussen leden onderling, als in samenwerking met diverse bevriende legeronderdelen.

## Activiteiten
Het houden van schietinstructies en -wedstrijden is een van de hoofdactiviteiten van de Studentenweerbaarheid. Ook wordt er met regelmaat deelgenomen aan oefeningen van het moederregiment Garderegiment Grenadiers en Jagers. Een van de andere belangrijke activiteiten is al sinds de oprichting van de weerbaarheid het onderhouden van goede en intensieve contacten met verschillende militaire en civiele autoriteiten in Utrecht en in de rest van Nederland. Dit laatste gebeurt met name middels het deelnemen aan diverse ceremoniële plechtigheden en het leveren van pelotons voor officiële gelegenheden, zoals op het Binnenhof in Den Haag op Prinsjesdag.

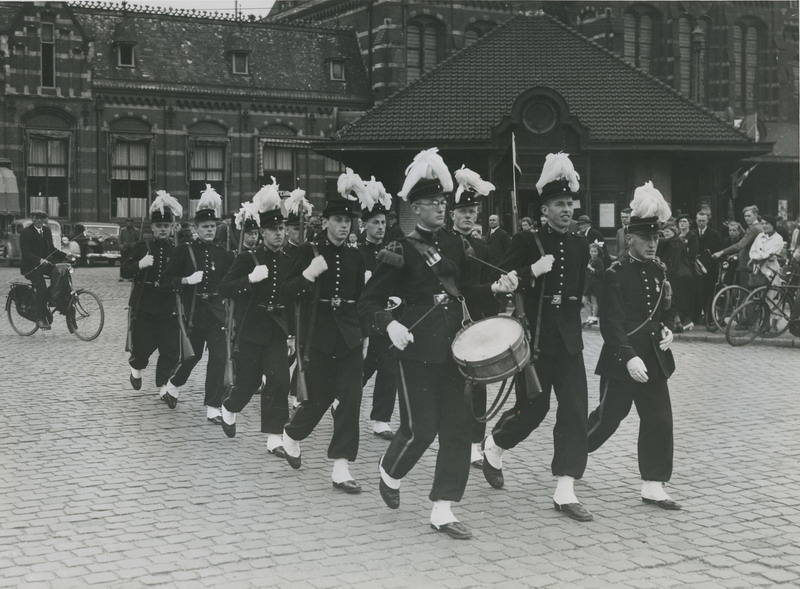
De Utrechtse Studentenweerbaarheid op het stationsplein van Nijmegen voorafgaand aan de Nijmeegse Vierdaagse 1937

Het goede contact van de K.U.S.V.t.v.O.i.d.W. met het Koninklijke Huis dateert al van de oprichtingsjaren, toen Koning Willem III zich bereid verklaarde het beschermheerschap te aanvaarden. Meer recent was Z.K.H. Prins Bernhard beschermheer van de Utrechtse weerbaarheid. Op 15 oktober 1938 werd het predicaat Koninklijk verleend aan de Utrechtse weerbaarheid, iets waar de weerbaarheid nog steeds trots op is.

## In de media
In oktober 2005 werd het optreden van de Utrechtse studentenweerbaarheid tijdens een wedstrijd voor de Prins Bernhardtrofee beschreven in een artikel in HP/De Tijd, nadat zij zelf een journalist van dit tijdschrift hadden meegenomen naar het infanterie schietkamp in Harskamp. De mate van serieuze beoefening van de schietsport die door de leden van de vereniging tentoongespreid werd, was daarin niet onverdroten positief. Uit de resultaten van deze dag bleek overigens wel dat de Utrechtse studentenweerbaarheid in het schieten zelf wel beter presteerde dan de overige weerbaarheden.
Onder andere in de jaren 2004 en 2006 heeft de Utrechtse studentenweerbaarheid de Prins Bernhard Trofee gewonnen.

## Bekende (oud-)leden
- Pieter Beelaerts van Blokland (politicus)
- Pieter-Christiaan van Oranje-Nassau, van Vollenhoven (prins)

Zie ook: Weerbaar en Student · Weerbaarhedenlied · Prins Bernhardtrofee